# Jiaozhou, Qingdao
Jiaozhou, tidigare romaniserat Kiaochow, är en stad på häradsnivå som lyder under Qingdaos stad på prefekturnivå i Shandong-provinsen i norra Kina. Den ligger omkring 270 kilometer öster om provinshuvudstaden Jinan.